# Gran Mestre
|  | Aquest article tracta sobre francmaçoneria. Vegeu-ne altres significats a «Gran Mestre Internacional». |

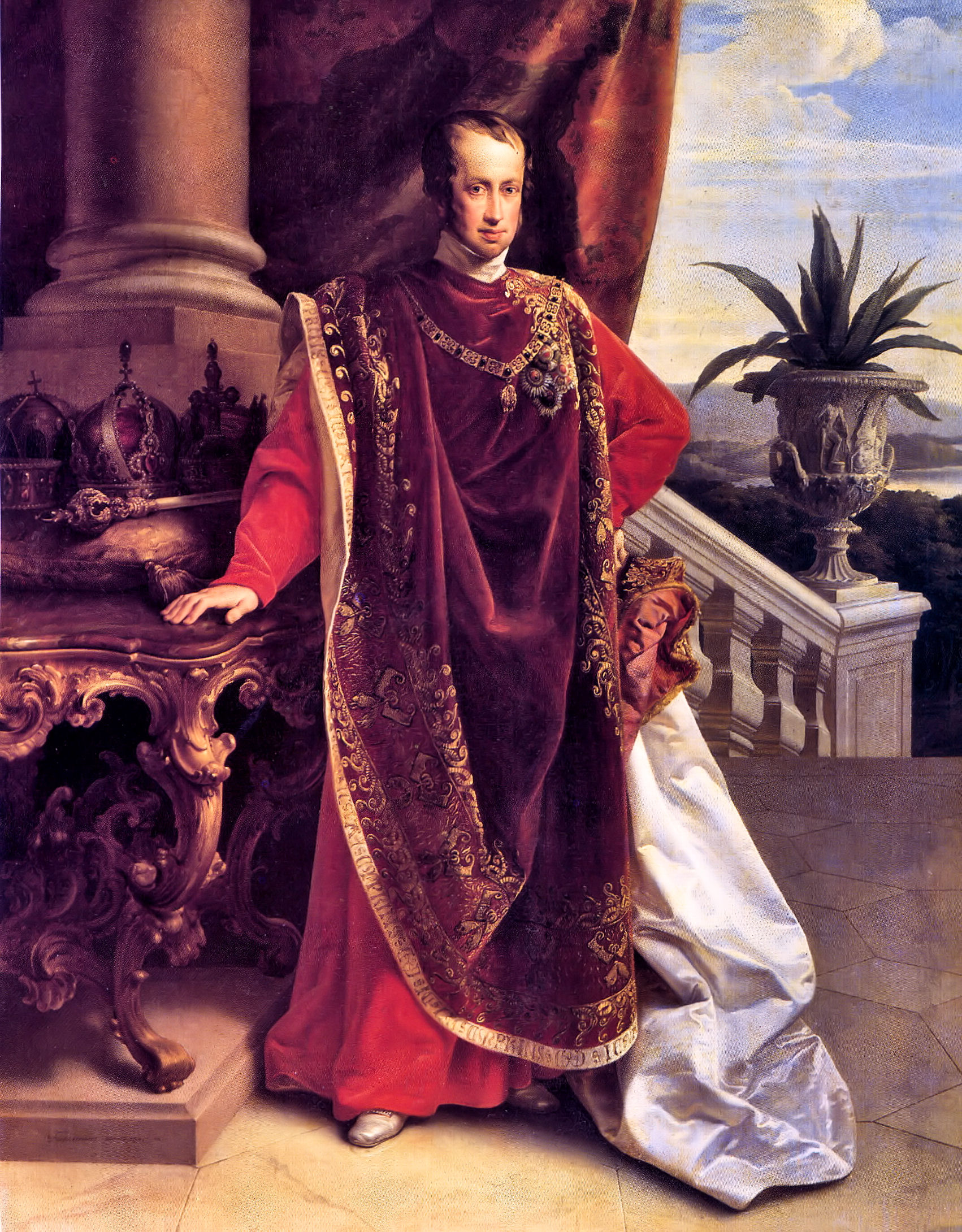
L'emperador Ferran I d'Àustria amb les robes de Gran Mestre de l'Orde del Toisó d'Or

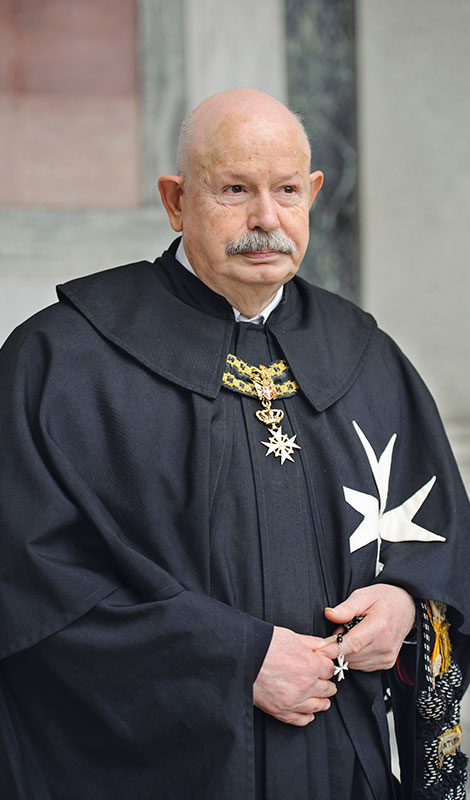
Fra' Giacomo dalla Torre del Tempio di Sanguinetto, 80è Gran Mestre de l'orde Sobirà i Militar de Malta des del 2018 al 2020

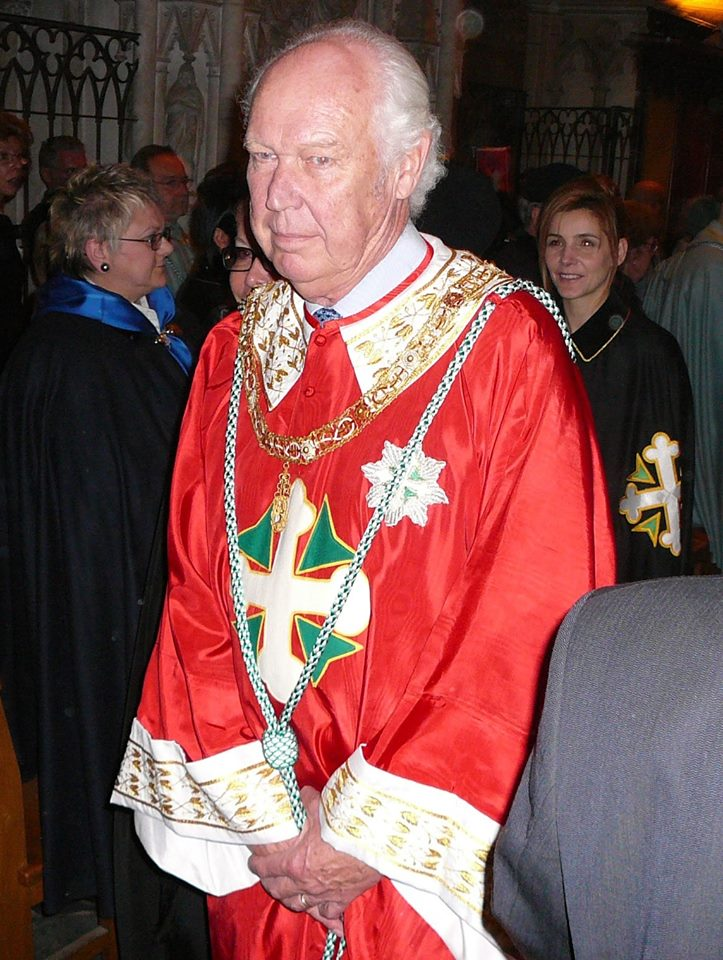
Víctor Manuel d'Itàlia, com a cap de la Casa de Saboia, lluint les robes de Gran Mestre dels ordes de la Casa Reial

El Gran Mestre és la màxima autoritat als ordes militars i religiosos, responsable de liderar i prendre decisions en assumptes militars, polítics i espirituals. La seva posició central implica no només un poder considerable en l'organització de l'ordre, sinó també una representació dels valors i la missió espiritual de la institució. La figura del gran mestre encarna la unitat de l'ordre i actua com a símbol de continuïtat, integritat i compromís ètic, especialment en temps de guerra i pau. A través del seu lideratge, el gran mestre representa els ideals de cavalleria i dedicació religiosa, els quals eren fonamentals per inspirar els membres i projectar una imatge d'autoritat i rectitud davant de la societat medieval.
A l'Orde de Malta, per exemple, el gran mestre no sols coordinava la defensa militar, sinó que també supervisava l'administració d'hospitals per a pelegrins i combatents ferits, reflectint el seu paper en activitats tant bèl·liques com assistencials. Aquest enfocament integral subratlla la unió entre allò espiritual i allò secular, allò militar i allò benèfic, que definia a moltes ordres medievals. La combinació d'aquests rols feia del gran mestre una figura clau tant en la protecció com en la guia espiritual de la comunitat.

## Funcions i Responsabilitats del Gran Mestre
El gran mestre, generalment elegit de per vida, és el líder suprem i portaveu de l'ordre, concentrant a la seva figura una combinació de rols estratègics, administratius i espirituals. Tot i que les funcions específiques podien variar segons l'ordre, els aspectes següents eren comuns i fonamentals:
- Direcció Militar; Com a cap de les forces armades de l'ordre, el gran mestre lidera en conflictes, elabora estratègies i organitza les defenses. Aquest rol era vital en ordres com l'Orde del Temple i l'Orde Teutònica, on el control de territoris i l'expansió militar eren prioritaris. A més de coordinar els cavallers, el gran mestre administrava fortaleses, equips i recursos militars que eren essencials per a la seguretat i el poder de l'ordre. Se'l considerava responsable d'entrenar i motivar els seus cavallers, assegurant que l'ordre estigués sempre preparat per defensar-se i actuar.[3] En temps de croada, el gran mestre també col•laborava amb altres líders per coordinar estratègies conjuntes en defensa de Terra Santa.[4]
- Autoritat Espiritual i Moral: A més de les seves funcions militars, el gran mestre actua com a líder espiritual de l'ordre. Se li encarrega la vigilància que els membres mantinguin els vots de castedat, obediència i pobresa, garantint que les pràctiques religioses i cerimonials es respectin fidelment. Aquesta autoritat espiritual era particularment important en ordres com l'orde de Sant Jaume i l'orde de Sant Joan, on la devoció religiosa i el servei a Déu eren el centre de la vida dels cavallers. Sovint, el gran mestre convocava oracions i vigílies, recordant als membres el seu compromís amb els ideals cristians de l'ordre. Aquest rol espiritual reforçava la unitat i el propòsit comú entre els cavallers, actuant com un model de virtut i pietat.[5]
- Administració i Gestió de Béns:  L'administració de les propietats i riqueses de l'ordre requeia al gran mestre, que havia d'assegurar un ús eficient i ètic dels recursos. Això incloïa la construcció i el manteniment de fortaleses, hospitals i altres establiments que servien tant els membres de l'ordre com la comunitat. En ordres com l'orde de Malta, la gestió econòmica era essencial, ja que els ingressos de terres, tributs i donacions permetien a l'ordre mantenir-se autosuficient i complir els deures de defensa i hospitalitat. El gran mestre supervisava a més la producció agrícola i els recursos estratègics, garantint que l'ordre pogués sostenir les seves operacions sense dependre exclusivament d'aliats externs.[6] En aquest sentit, el gran mestre no només era un líder espiritual i militar, sinó també un administrador capaç de manejar grans recursos i projectes.
- Representació i Diplomàcia: Com a representant de l'ordre, el gran mestre mantenia relacions diplomàtiques amb altres líders i autoritats, incloent reis, papes i altres dirigents. L'habilitat diplomàtica del gran mestre era crucial per assegurar la protecció i el suport de l'ordre, especialment en temps de tensió política o de conflicte. Aquests vincles diplomàtics no sols ajudaven a la supervivència de l'ordre en territoris hostils, sinó que també li permetien obtenir concessions i drets. De vegades, el gran mestre havia de negociar amb potències laiques i eclesiàstiques per defensar l'autonomia de l'ordre i els seus territoris.[7] Les aliances polítiques i les relacions amb el papat eren essencials, especialment en moments d'expansió o crisi.

Aquesta combinació de rols feia del gran mestre una figura de lideratge integral i central per a la fortalesa i l'estabilitat de l'ordre. En unificar funcions militars, econòmiques i espirituals, el gran mestre no només dirigia l'organització, sinó que també personificava el model de cavaller-cristià ideal a l'Edat Mitjana. Això servia per inspirar lleialtat i dedicació entre els membres, consolidant la influència i el propòsit de lordre en un període ple de desafiaments i conflictes.

## Jerarquia a les Ordres Religioses i Militars

Prototipus de l'escut d'armes del Gran Mestre de l'orde Teutònic

Els ordes militars i religiosos posseïen estructures jeràrquiques ben definides que permetien una administració efectiva dels seus territoris i l'organització de les activitats. Aquestes jerarquies no sols facilitaven la coordinació militar i administrativa, sinó que també reforçaven la cohesió interna i el respecte als principis espirituals de l'ordre. L'estructura jeràrquica de les ordres generalment seguia el següent esquema:
- Gran Mestre: Màxima autoritat de l'ordre, amb poder sobre tots els aspectes organitzatius i espirituals. El gran mestre prenia les decisions finals en qüestions de guerra, política i religió i representava l'ordre davant d'altres institucions. En ordes com l'orde del Temple o l'orde de Malta, el gran mestre era vist com l'encarnació dels ideals de l'ordre.[9]
- Mestre: En ordres amb estructures regionals, el mestre s'encarregava de liderar i supervisar una comanda o regió específica. Com a subordinat del gran mestre, el mestre s'assegurava que les polítiques i els mandats de l'ordre s'implementessin a nivell local, adaptant-se a les particularitats de cada territori. Els mestres regionals actuaven com a figures de poder intermedi, proporcionant una capa addicional de supervisió i gestió que era fonamental per a les ordres que operaven a múltiples regions.[10]
- Prior Major o Gran Prior: Segon en autoritat després del gran mestre en ordres més centralitzades, el prior major era el responsable de supervisar les activitats espirituals i administratives de l'ordre. Actuava com a representant del gran mestre en la seva absència i tenia a càrrec seu el manteniment de la disciplina i el respecte de les normes religioses. En ordres com l'ordre de Sant Joan, el prior major exercia un paper essencial en la vida comunitària i espiritual dels cavallers.

-Consell dels Tretzes: Aquest consell estava compost per tretze frares o cavallers seleccionats per assistir al gran mestre en la presa de decisions. En alguns ordes, els Tretzes tenien la funci´ño d'elegir un nou gran mestre quan el càrrec quedava vacant, assegurant i legitimitat del lideratge. El Consell dels Tretzes representava una instància d'equilibri de poder, assegurant que les decisions no recaiguessin únicament al gran mestre.
- Comanadors: Encarregats d'administrar i dirigir les encomanes (territoris o propietats) de l'ordre, els comanadors supervisaven la gestió de recursos i la defensa local, reportant directament al gran mestre o al prior major. Els comanadors eren essencials per a l'economia de l'ordre, gestionant terres agrícoles, béns immobles i altres recursos que sostenien les activitats militars i benèfiques de l'ordre.[6]
- Cavallers i Germans de l'Orde: Els cavallers es dedicaven principalment a la defensa militar ia la missió espiritual de l'ordre, mentre que els germans de l'ordre realitzaven funcions religioses, administratives o de suport, tals com la gestió d'hospitals, en el cas de l'Orde de Sant Joan. La majoria dels cavallers havien d'observar una estricta disciplina i complir amb els vots establerts per l'orde, essent el gran mestre i el prior major els responsables de garantir la seva adherència.[8]
- Novicis: Els novicis eren membres en formació, l'ingrés complet de la qual a l'ordre depenia del seu entrenament en les disciplines militars, religioses i administratives de l'ordre. Durant el seu període de noviciat, aprenien els valors i les normes de la comunitat, sent supervisats per cavallers experimentats. Un cop completat el seu entrenament i aprovat el procés de formació, els novicis podien ser promoguts a rangs superiors i assumir responsabilitats militars i espirituals.

Aquesta estructura jeràrquica variava lleugerament duna ordre a una altra, però el principi de centralització entorn del gran mestre i la cadena de comandament clara eren comuns. En ordres com l'orde de Sant Jaume, el gran mestre tenia una connexió directa amb el papa, mentre que en altres, com l'orde del Temple, existien rols intermedis que recolzaven el gran mestre en l'administració de territoris distants. La jerarquia permetia mantenir la cohesió interna i facilitava la ràpida resposta en temps d'expansió o conflicte.

## Destitució del Gran Mestre
Encara que el càrrec de gran mestre és generalment vitalici, hi ha circumstàncies excepcionals en què pot ser destituït. Aquestes situacions inclouen casos d'incapacitat física o mental, així com conductes o decisions considerades perjudicials per a la integritat, la reputació o la missió de l'ordre.
El procés de destitució normalment requereix l'aprovació de diversos cossos de l'orde per assegurar que la decisió sigui imparcial i basada en el bé comú. Primer, el Consell dels Tretzes avalua la situació i recomana si escau la destitució. A continuació, el prior major i el convent major també han de donar el seu consentiment. Aquesta estructura de control cerca mantenir l'estabilitat de l'orde i protegir-la de possibles abusos de poder. A través d'aquest mecanisme, s'assegura que el lideratge del gran mestre estigui en mans d'una figura que no només tingui habilitats estratègiques i administratives, sinó també el compromís ètic i espiritual necessari per guiar l'ordre d'acord amb els ideals i la missió. .
Històricament, poques destitucions de grans mestres han estat documentades, ja que el lloc sol estar protegit per un alt grau de reverència i lleialtat entre els membres. Tot i això, alguns casos en la història de les ordres, com el de l'ordre del Temple , han demostrat que quan un gran mestre posa en risc els valors fonamentals de l'ordre, els òrgans de govern poden intervenir per protegir la institució i la seva missió.
Aquest procés reflecteix el balanç de poder dins de les ordres militars i religioses medievals, on l'autoritat del gran mestre està limitada per l'estructura de l'ordre i la responsabilitat d'actuar en benefici de la comunitat i d'acord amb els seus principis fundacionals.

## Maçoneria

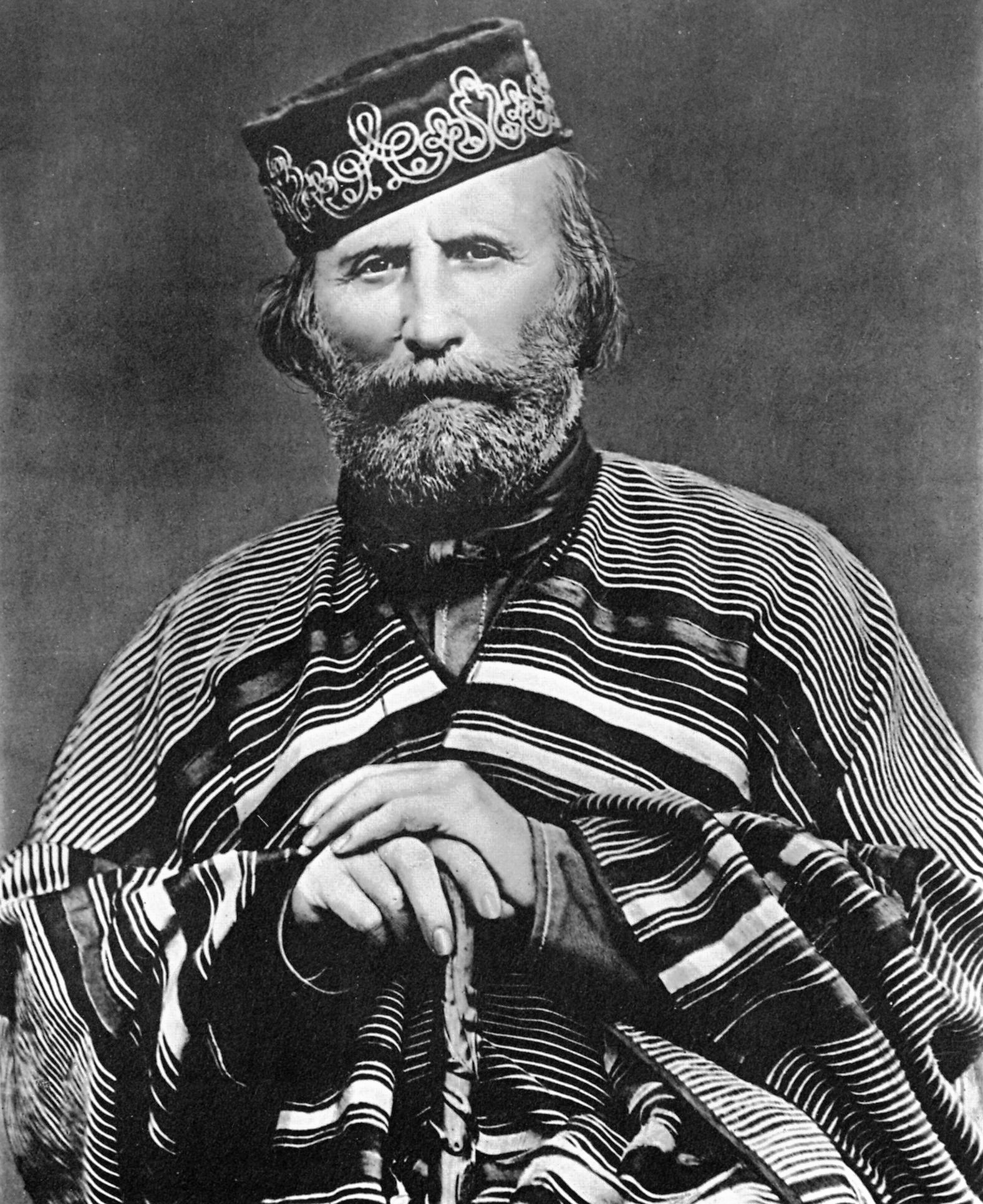
Giuseppe Garibaldi, Gran Mestre del GOI el 1864

En els ordes maçònics, el Gran Mestre es troba al cim de la piràmide jeràrquica. Es diferencia de la figura del Mestre Venerable, que es troba al capdavant de les lògies individuals, tot i que de vegades pot assumir aquest paper. El Gran Mestre representa l'Ordre Maçònic d'una nació, formada per diverses lògies, en Comunions Maçòniques estrangeres i entre els laics.